# 希爾溫塔河
希爾溫塔河是立陶宛的河流，位於該國東部，河道全長129公里，是什文托伊河最長的支流，流域面積918平方公里，發源自希爾溫托斯附近。
55°06′34″N 24°33′19″E / 55.1094°N 24.5554°E